# Carlos Marincovich

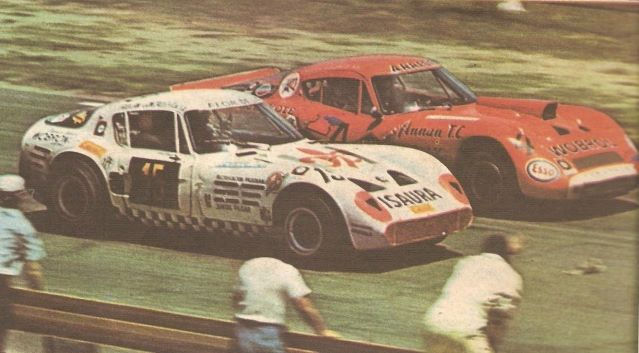
Marincovich (Chevitres) y Carlos Pairetti (Trueno Naranja), año 1968.

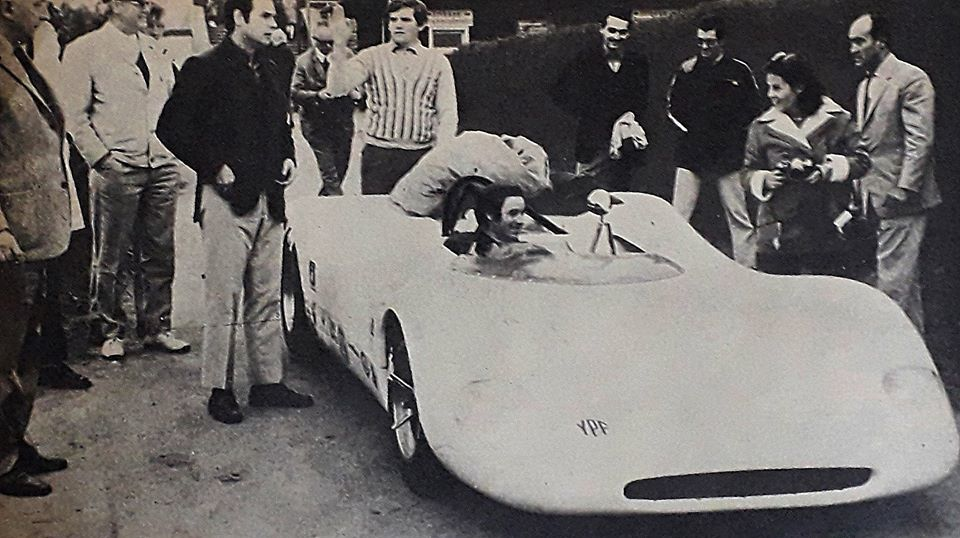
Marincovich en el Berta LR.

Carlos Oreste Marincovich (Arrecifes, 3 de julio de 1943-Buenos Aires, 7 de junio de 2021) fue un piloto de automovilismo argentino.

## Biografía
Debutó en TC en agosto de 1964 a bordo de una coupé Chevrolet en la Vuelta de Salto. En sus primeras competencias, utilizaba el seudónimo «Sandokan II» (en honor a su tío Néstor, ganador en la categoría años atrás). Obtuvo sus primeros podios en las Mil Millas ese año y en la Vuelta de Santa Fe al año siguiente.
En 1966, Marincovich tuvo la oportunidad de correr con el Chevitú propiedad de José Froilán González. Con este, lograría su primera victoria en TC en el autódromo de Buenos Aires. Al año siguiente también corrió con un Torino propio y con La Garrafa de Andrea Vianini, logrando un podio. En la segunda mitad de la temporada 1968, hizo debutar al Chevitres, construido por Francisco Martos. Volvió a triunfar en Buenos Aires y en Rafaela.
Tras la creación del Sport Prototipo Argentino, los prototipos que corrían en TC abandonaron la categoría. De esta manera, Marincovich se marchó por las siguientes dos temporadas. Allí obtuvo tres triunfos y el subcampeonato de 1969, detrás de Eduardo Copello. En 1970, participó junto a Rubén Luis Di Palma de los 1000 km de Nürburgring con un Berta LR. En ese mismo año, participó del Gran Premio Internacional de Turismo con un Peugeot 504.
Retornó al TC para la temporada 1971 con un Torino preparado por Oreste Berta. Fue su mejor campaña, finalizando tercero en el campeonato y consiguiendo dos triunfos: San Juan y el Gran Premio Argentino. Ese año también participó en el Gran Premio de Argentina, competencia de Fórmula 1 no puntuable para el campeonato mundial, conduciendo un McLaren de la Fórmula 5000.
En la temporada 1972, Marincovich hizo debutar la coupé Chevy gracias al apoyo de la Comisión de Concesionarios de General Motors Argentina y la preparación de Omar Wilke y Jorge Pedersoli. Con este modelo, desde su año debut hasta 1976, lograría cinco victorias (una por temporada).
A pesar de anunciar su retiro del automovilismo en 1976, Marincovich continuó compitiendo de manera interrumpida hasta 1988. Participó en competencias de Turismo Nacional, TC 2000 y CAP, entre otras. En 1987 y 1988, volvió al TC para correr algunas competencias con Chevrolet y Dodge.

## Muerte
En abril de 2021, Marincovich fue llevado a terapia intensiva por el COVID-19. Dos meses después, el 7 de junio, falleció a los 77 años en el Sanatorio Divina Providencia en Buenos Aires.

## Palmarés

### Victorias en Turismo Carretera
| Competencia                        | Automóvil       | Fecha                   |
| ---------------------------------- | --------------- | ----------------------- |
| Autódromo de Buenos Aires          | Chevitú         | 20 de abril de 1966     |
| Autódromo de Buenos Aires          | Chevitres       | 1 de septiembre de 1968 |
| Autódromo de Rafaela               | Chevitres       | 3 de noviembre de 1968  |
| San Juan                           | IKA Torino      | 16 de mayo de 1971      |
| Gran Premio Argentino de Carretera | IKA Torino      | 15-19 de junio de 1971  |
| Vuelta de Chacabuco                | Chevrolet Chevy | 9 de mayo de 1972       |
| Vuelta de Viedma                   | Chevrolet Chevy | 7 de octubre de 1973    |
| Circuito de 25 de Mayo             | Chevrolet Chevy | 17 de marzo de 1974     |
| Vuelta de Bahía Blanca             | Chevrolet Chevy | 4 de mayo de 1975       |
| Vuelta de 25 de Mayo               | Chevrolet Chevy | 25 de abril de 1976     |
| Fuente:                            |                 |                         |